# 新庄まつり
新庄まつり（しんじょうまつり）は山形県新庄市で8月に開催される祭である。

## 概要
- 期間：8月24日-26日
- 会場：新庄市内

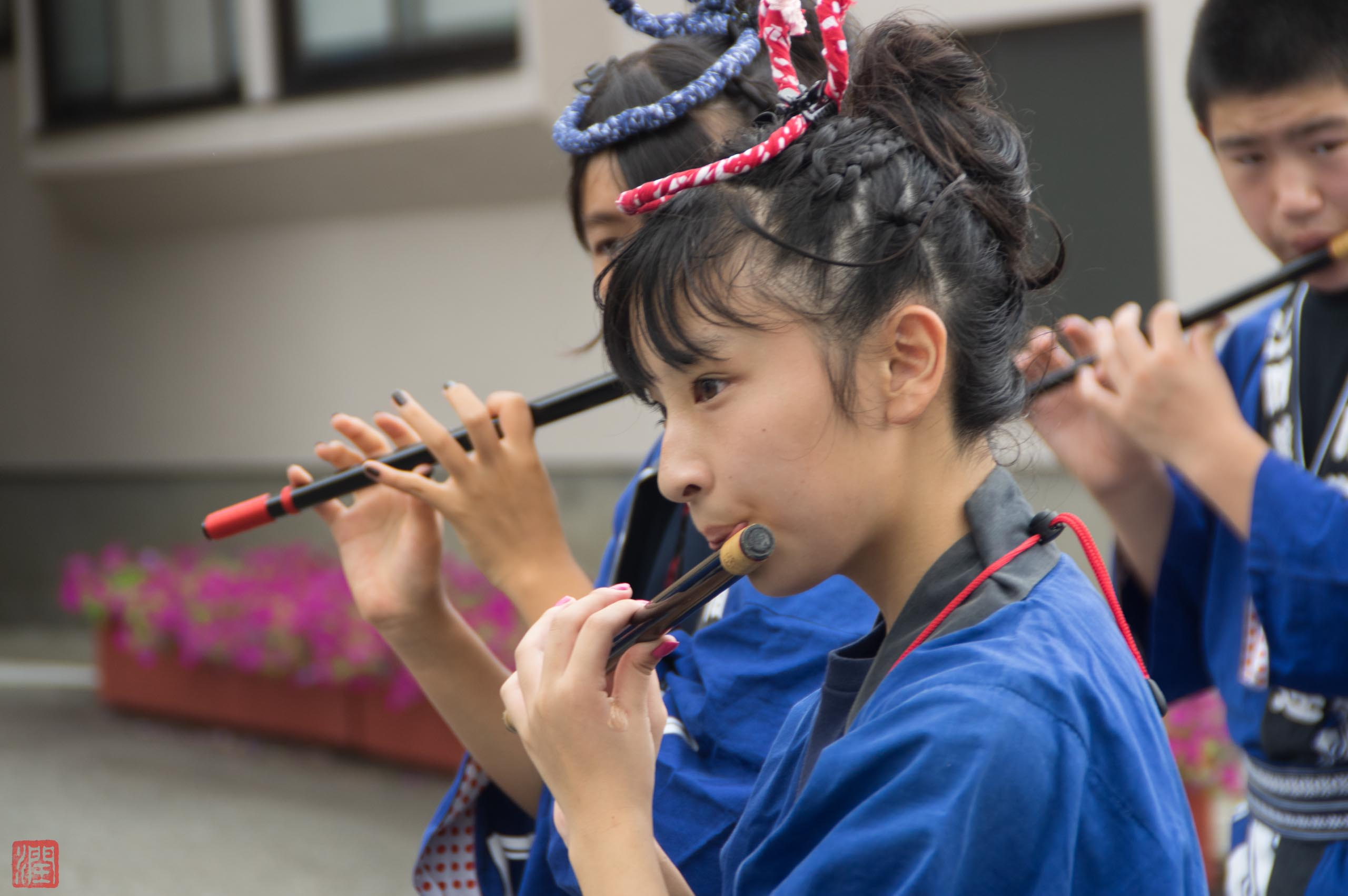
参加者の様子の画像

- 内容：宵まつり・本まつり・後まつりからなる山車祭である

山車を町衆が作り、囃子を近隣の在郷衆（ざいごしゅう、農村部の住民）が行い、それぞれを「若連」「囃子若連」と称する。山車は、歌舞伎や御伽話を再現したものであり、囃子は、「寄せ笛」「宿渡り(すくわたり)」「羯鼓(かっこ)」「二上がり」の4曲目がある。

### 山車

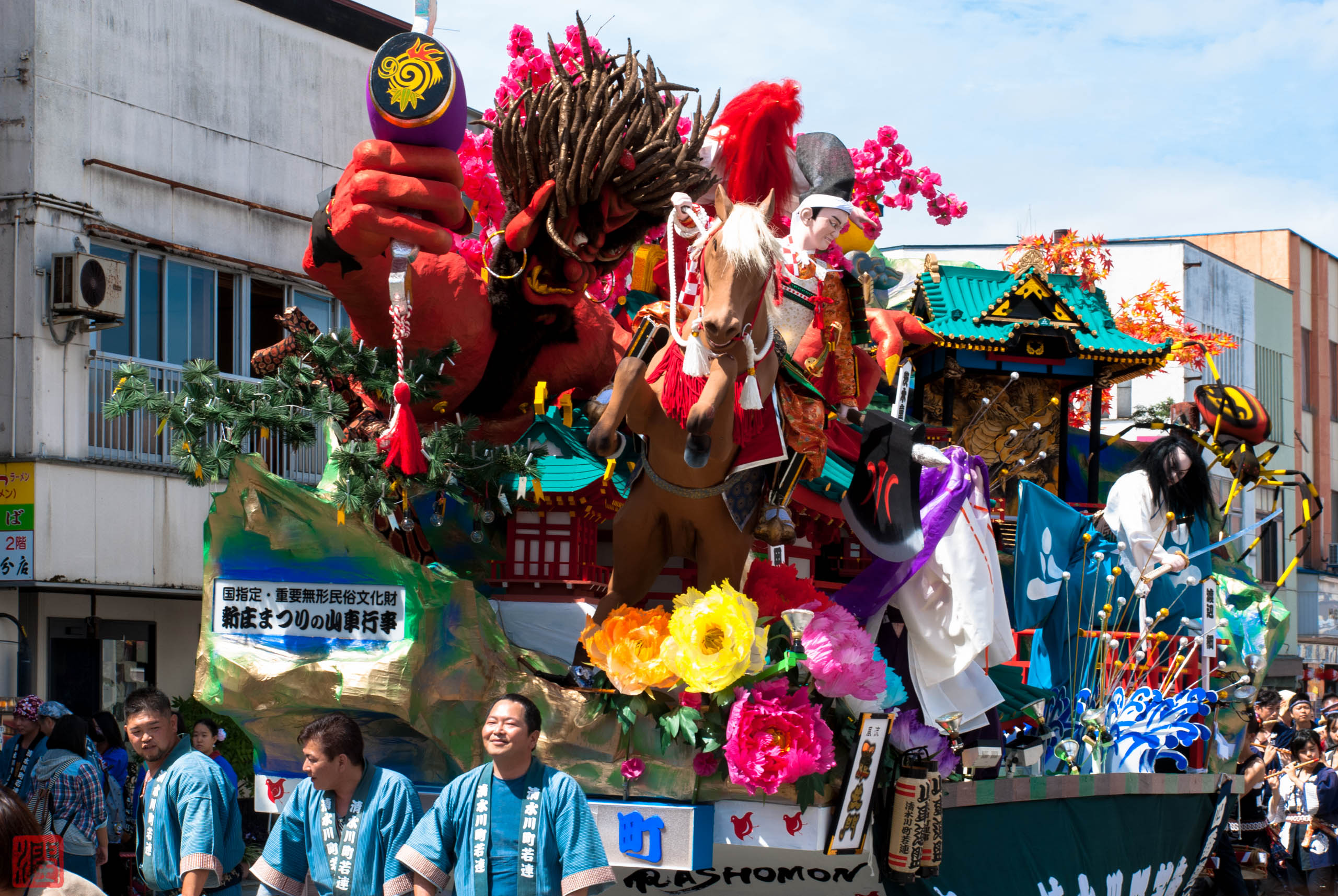
山車

地元の人は「やたい」と呼ぶ。進行方向左側が豪華絢爛に飾り付けられる。山・桜・牡丹・松・滝を必ず飾ることの他は自由で、ハリボテ、フラッシュ光など若連によって、様々な趣向を凝らす。進行方向右側は、左側の見栄えを良くするために山が配される場合が多い。
以前はドライアイスを使った煙、中に人が入って傘回しならぬ蓋回し(分福茶釜)をするなどあったが、後に規定により禁止された。
山車を動かすために、前面に梶棒があり、その梶棒に2本の曳き綱が結び付けられている。当日は、小学生ら小若が山車の曳き手になる。足回りはタイヤである。
山車運行の際は、電線にや脇木に山車が引っかからないように、常に左右に4mほどの棒を持った人（「電線上げ」）を配置する。高さが低いアンダーパスを通すために、人形やハリボテを外せる細工を行っている若連もある。

### 囃子

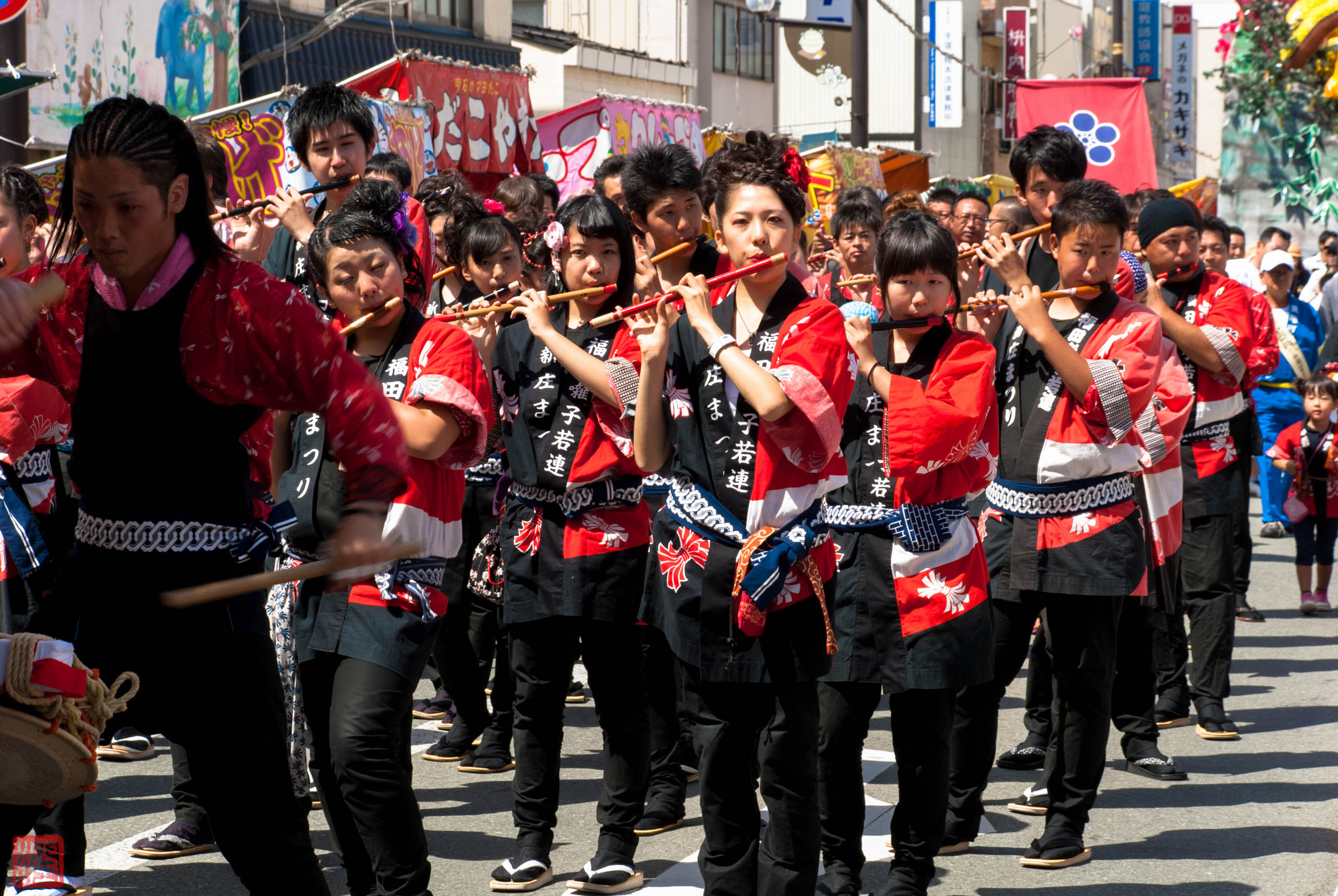
囃子

前述のとおり4曲目あり、一般的に演奏されるのは、「宿渡り」と「羯鼓」である。宿渡りは穏やかで哀愁を帯びており、羯鼓は荒らしく勇壮である。楽譜のようなものはなく口伝のため、各集落によって微妙に異なり、囃子若連ごとの聞き比べも祭りの一つの楽しみである。
楽器の基本構成は、笛、鉦(かね)、大太鼓と小太鼓と三味線がある。山車の後部に腕木を通して、そこに大太鼓と小太鼓を結わえ付け、太鼓役は見事な手さばきで大太鼓と小太鼓を交互に叩く。その後方に笛役と鉦役が続く。
新庄市の郊外では、7月ごろから夜になるとどこからともなく囃子の練習をする音が響いてくる。
8月中旬には各囃子若連により、担当する町内を囃して歩く「中帳場」が行われる。

### 若連・囃子の組み合わせ
（毎年各町内毎に囃子若連との契約を結ぶが、例年のことであるので行われないことも多い。慣例に従い同じ組み合わせとなることが一般的となっている。）
- 東本町若連 ─ 升形囃子若連
- 沖の町若連 ─ 山屋囃子若連
- 落合町若連 ─ 萩野囃子若連
- 上茶屋町若連 ─ 松本囃子若連
- 上金澤町若連 ─ 仁間囃子若連
- 川西町若連 ─ 小泉囃子若連
- 北本町若連 ─ 山屋囃子若連
- 北町若連  ─ 萩野囃子若連
- 清水川町若連 ─ 福宮囃子若連
- 下金澤町若連 ─ 鳥越囃子若連
- 新松本町若連 ─ 泉田囃子若連
- 末広町若連 ─ 角沢囃子若連
- 千門町若連 ─ 本合海囃子若連
- 大正町若連 ─ 休場囃子若連
- 鐵砲町若連 ─ 福田囃子若連
- 常仲町若連（常盤町・仲山町） ─ 升形若連
- 馬喰町若連 ─ 飛田囃子若連
- 万場町若連 ― 小月野囃子若連
- 南本町若連 ─ 関屋囃子若連
- 若葉町若連 ─ 飛田囃子若連

## 歴史
1756年（宝暦6年）から始まると伝えられている。この前年、いわゆる「宝暦の飢饉」により、新庄藩は未曾有の大飢饉に見舞われ、領内では多数の餓死者がでた。新庄藩5代藩主の戸沢正諶（まさのぶ）は、領民に活気と希望を持たせると共に、豊作祈願をするため、新庄城(現在の最上公園)内に鎮座する天満宮（戸沢氏の氏神）の祭典を行った。これが新庄まつりの起源と考えられている。記録にはじめて山車が登場したのが1776年であり、現在の山車の原型といえる飾り物・花笠鉾などの行列が当時から存在していると考えられ、祇園祭の影響が見られると言う。
新庄まつりは年を経るごとに大掛かりになり、1962年（昭和37年）には灯籠（灯篭）によるライトアップがされるようになる。その後も、灯籠に代わって山車に発電機を仕込んで電飾によるライトアップが行われるようになり、ますます山車が色鮮やかに飾り付けられるようになった。
市内の道路が舗装される前はデコボコの道路を砂塵を巻き上げながら山車が運行され、まるで人形が生きているように見えたと言う。また、市内に電線が張られたり、道路改良が行なわれる前は、より大きな山車を作ることに血道をあげていたが、現在は、電線の高さや道路の幅に合わせた大きさの山車に統一されるようになった。
年々観光客が増え、それにしたがって有料観覧席が設けられるなどし、2006年には、250周年を迎えその記念として27日も山車の運行を行った。
2009年3月11日、「新庄まつりの山車行事」として重要無形民俗文化財に指定された。
2016年11月30日、「山・鉾・屋台行事」のひとつとしてユネスコの無形文化遺産に登録された。
2019年は3日間で過去最高とされる56万人の人出があった。
2020年は新型コロナウイルス感染拡大で戦後初となる中止となる。8月24日の夕方、新庄市内10ヶ所で新庄まつりの囃子演奏会を同時に告知なしで行った。
2021年は新型コロナウイルス感染対策のため規模を縮小し、2年ぶりに開催した。
2022年、3年ぶりとなる山車行列などを繰り広げ開催。3日間で33万人が訪れたが、新型コロナウイルス拡大前の2019年と比較すると58%の人出であった。
2024年、祭りの直前に山車の人形製作、貸出を一手に手掛けてきた人形師との間で連絡が取れなくなり、若連との間で人形の貸出をめぐりトラブルが生じた。祭りは終えることができたが、貸出料については一部で意見の相違が見られた。

## 日程
- 日時：8月24日
- 会場：最上公園、新庄市内主要路、新庄駅前ふれあい広場（愛称「アビエス」、以下「アビエス」という。）

午前8時30分に、最上公園で新庄囃子が奉納され、戸沢神社の例大祭が行われる。市内全域で祭りの準備が始まり、出店の受付と設置が始まる。アビエスでは、囃子若連による新庄囃子合同演奏会が開催される。
正午を期して若連・囃子若連が各町内の山車小屋に集合し、囃子を打ち鳴らしてから山車が出発。町内を一周して披露を行ってから市内を練り歩き、夕方4時ごろまでに宵まつり山車運行の出発地点に集合（市南部の若連は北町、市北部の若連は金沢が出発地点になる）。夕食、休息の後、午後6時30分に、電飾を点灯しライトアップされた山車が隊列を組んで南北方向から新庄駅に向かって運行を開始する。
午後7時ごろに、南本町十字路にて両方向の先頭の山車が落ち合う。そして、南北の山車が互い違いに合流して駅前通を運行し、アビエスを一周、ここで解散して午後9時ごろまでには各山車小屋に戻る。
市内の写真店では、早くも宵まつりで撮影された全若連の山車写真セットが山積みされ、販売が開始される。

### 本まつり
- 日時：8月25日
- 会場：最上公園、新庄市内主要路、アビエス

午前7時より、最上公園の天満神社で新庄まつりの元となった例大祭が執り行われる。それに合わせ、全若連の山車がおのおの山車小屋を出発し、最上公園前に集合する。
午前9時に、城内天満神社のご神体を吉川町天満宮に遷座する模様を再現した「神輿渡御行列」が最上公園を出発。その後を山車が続く形で、新庄駅前を目指す。そのまま一列縦隊で、アビエスを一周し、末広町〜金沢（昼食休憩）〜本町と練り歩き、午後4時ごろに北町交差点で解散となる。沿道の一部の企業等では、菰樽に並々と冷えた水を入れて、柄杓や紙コップで曳き手や若連に与える。
解散後は、めいめいが市内を練り歩き、夕方6時ごろに各山車小屋に戻る。これで山車運行は終了となるが、その後も山車は鮮やかにライトアップされる。

### 後まつり
- 日時：8月26日
- 会場：最上公園、中心商店街

最上公園の護国神社、戸沢神社で、市内の仁田山・萩野集落に伝わる萩野・仁田山鹿子踊が奉納され、午後には南本町十字路に場所を変え「街中鹿子踊」として披露される。山車は飾り山車として展示され、各囃子若連によって囃子も演奏される。夕方行われる素人歌謡演芸ショーで幕を閉じる。
この日に年間展示山車選考会の結果が発表される。3台の山車が表彰の対象になり、表彰されたうちの2台が新庄ふるさと歴史センターに、1台が最上広域交流センター（ゆめりあ）新庄駅改札前コンコースに一年間展示される。

### 「花もらい」について
祭り期間中、各若連では「花もらい」と言って、市内の家庭を回り、寄付金を募る行為が昔からの慣習として行われている。当然のことながら、寄付は善意に基づくもので強制ではないのだが、若連が山車を制作・運行するために寄付は不可欠、としている。この慣習を知らない市外出身者は突然の「花もらい」の訪問に面食らうようで、一部には「花もらい」を家宅不法侵入などと勘違いし、新聞に投書する人もいる。「花もらい」は、目安として200円〜1,000円程度をポチ袋に入れて寄付し、お礼に山車の由来などが書かれたチラシを貰う形になる。古老の話によれば、昔は山車が通った時に「立派な山車をつくって御苦労さま」の意味でご祝儀を渡したのだという。現在は山車の通らないところや小路の隅々まで花もらいに行くことから、これもトラブルのもととなっていると言えよう。

## その他
- 祭り期間中は、市中心部は交通規制が敷かれてほぼ通行禁止となる。山交バスの運行系統も変更になり、乗り場が新庄駅東口や山交バス新庄営業所に設置される臨時停留所に変更される[11]。
- 祭り一週間後の週末に、山形放送と山形テレビがそれぞれ祭りの番組を放送する。一つの祭りを二つの放送局が別の番組を作って放送するのは、山形県では珍しい。傾向として、山形放送は宵まつりの山車夜間運行を、山形テレビは本まつりの山車運行を中心に放送する。
- 近年は、派遣事業として県内外の祭りで運行を行う[要出典]など、新庄市以外でも山車巡行を行う機会が増えている。